# Gaya calyptrata
Gaya calyptrata là một loài thực vật có hoa trong họ Cẩm quỳ. Loài này được (Cav.) Kunth ex K.Schum. mô tả khoa học đầu tiên năm 1891.